# سكافا
سكافا (بالإيطالية: Scafa)‏ هي بلدية في مقاطعة بسكارا في إقليم أبروتسو الإيطالي.

## السكان
في سنة 1861 بلغ عدد السكان 1٬774 نسمة، وتطور العدد ليصل في سنة 2011 لـ 3٬836 نسمة.
يظهر هذا المخطط البياني تطور النمو السكاني لـ سكافا